# George Reiffenstein
George Patten "Pat" Reiffenstein (Carleton County, Ontario, 17 de març de 1883 - Whitby, Ontario, 9 de juny de 1932) va ser un remer canadenc que va competir a principis del segle xx.
El 1904 va prendre part en els Jocs Olímpics de Saint Louis, on va guanyar la medalla de plata en la prova de vuit amb timoner del programa de rem.
Amb l'exèrcit canadenc va prendre part a la Primera Guerra Mundial. A causa dels seus sentiments antialemanys, en acabar la guerra, es canvià el cognom pel de "Carr".